# Barbara Kruger

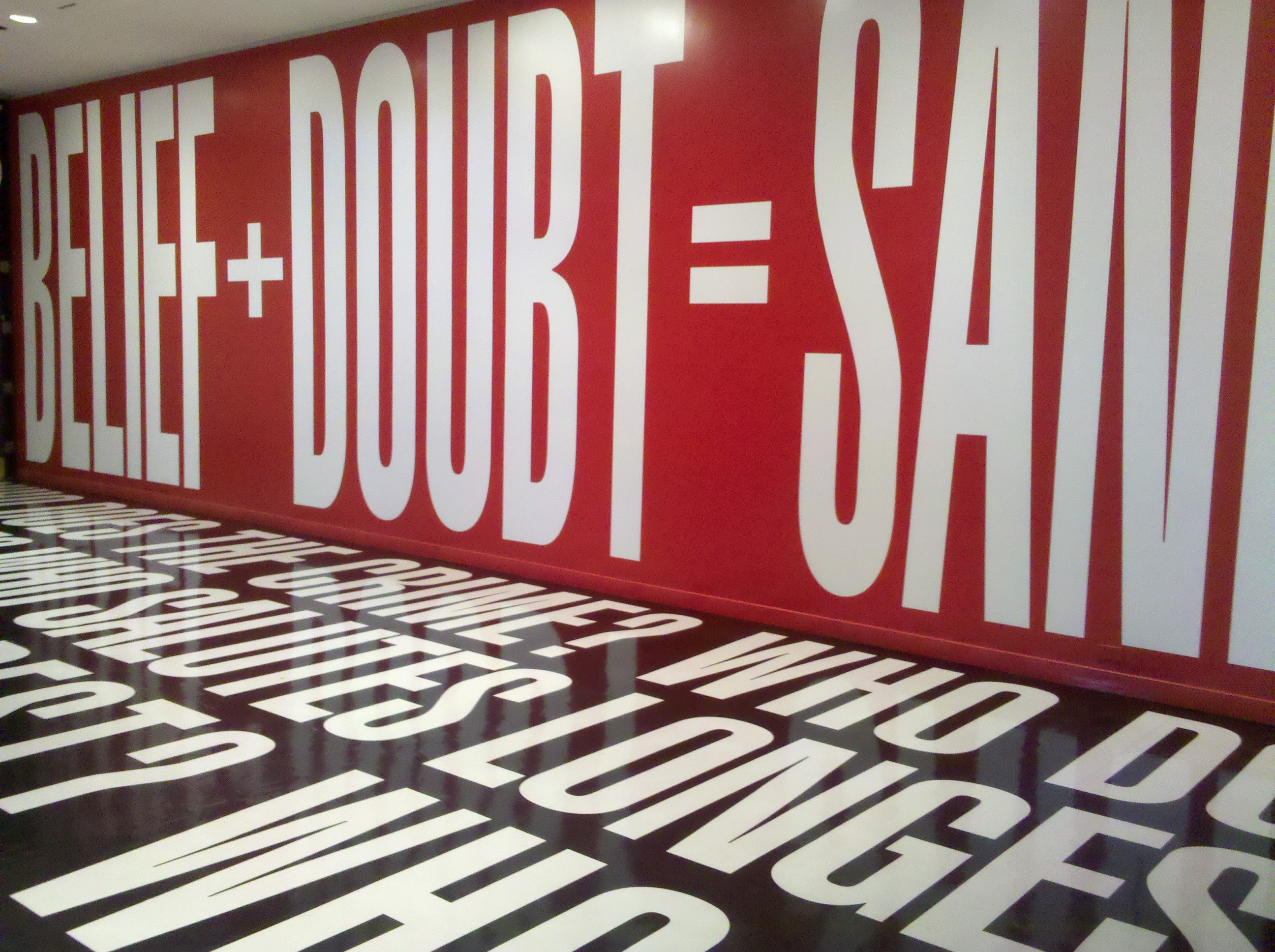
Exposición Belief + Doubt de Bárbara Kruger

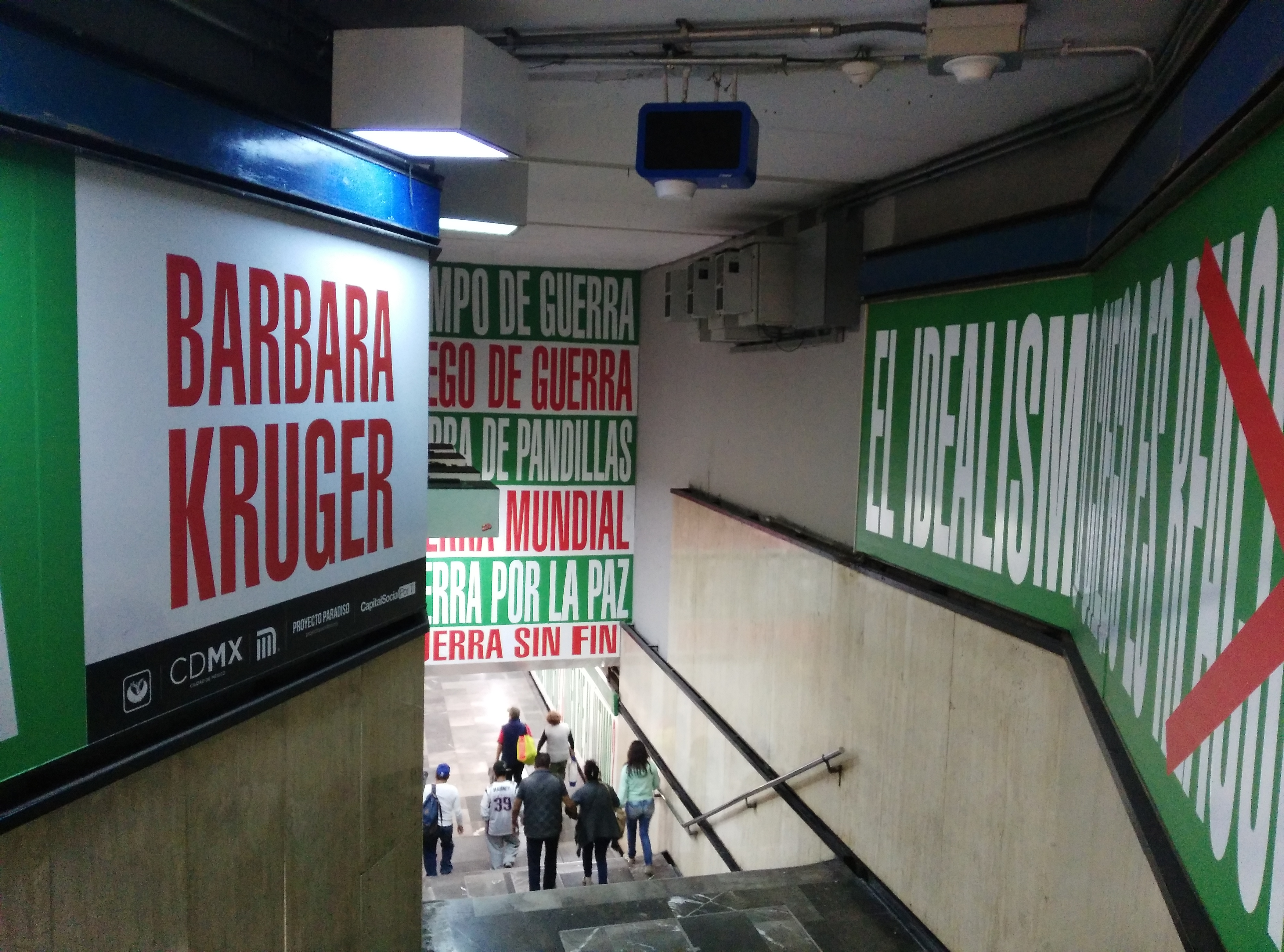
Empatía de Bárbara Kruger en Metro Bellas Artes de Ciudad de México

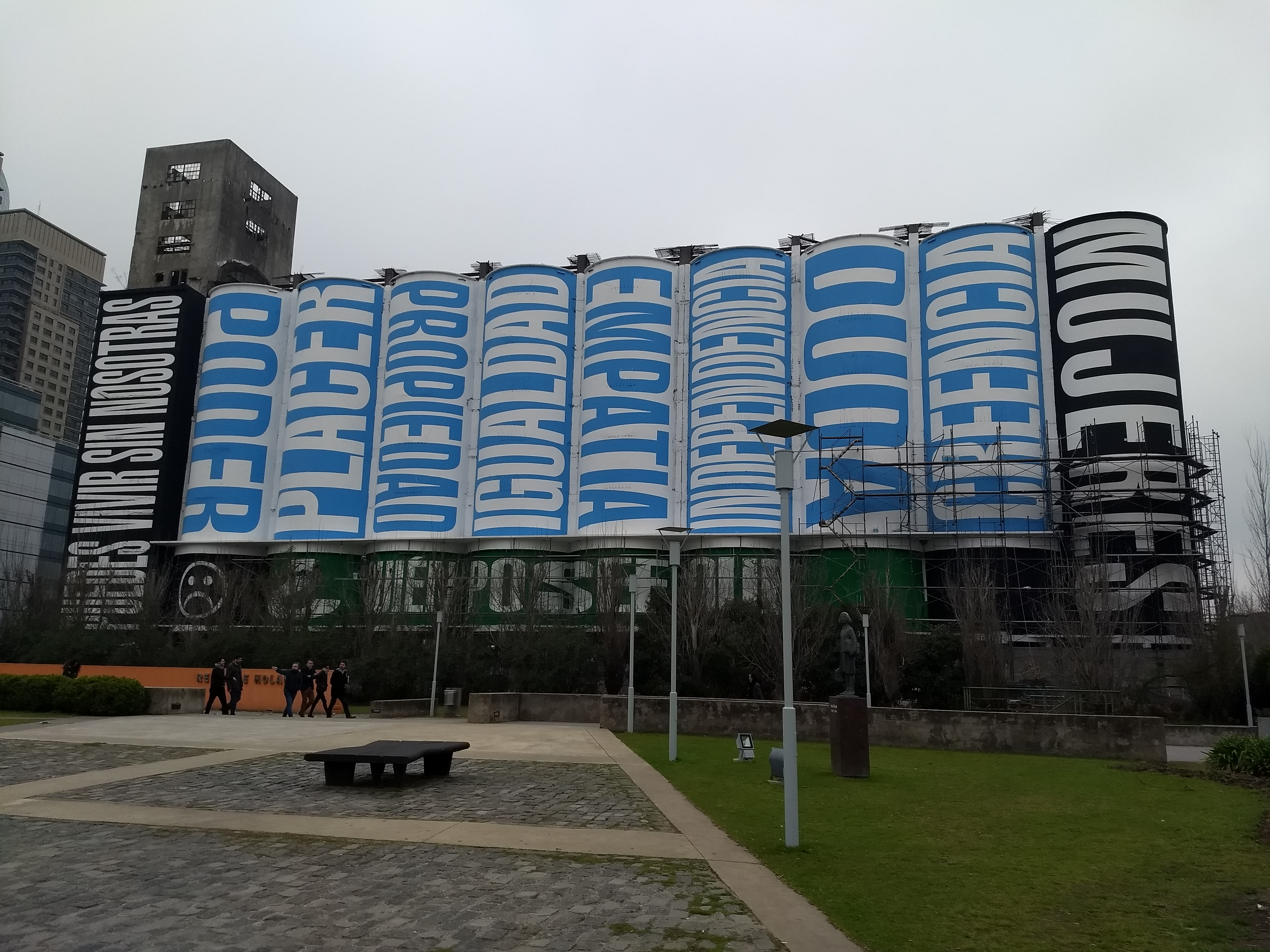
La obra de Bárbara Kruger en La plaza Reina de Holanda, intervención artística en los silos frente al dique 3 de Puerto Madero, Buenos Aires.

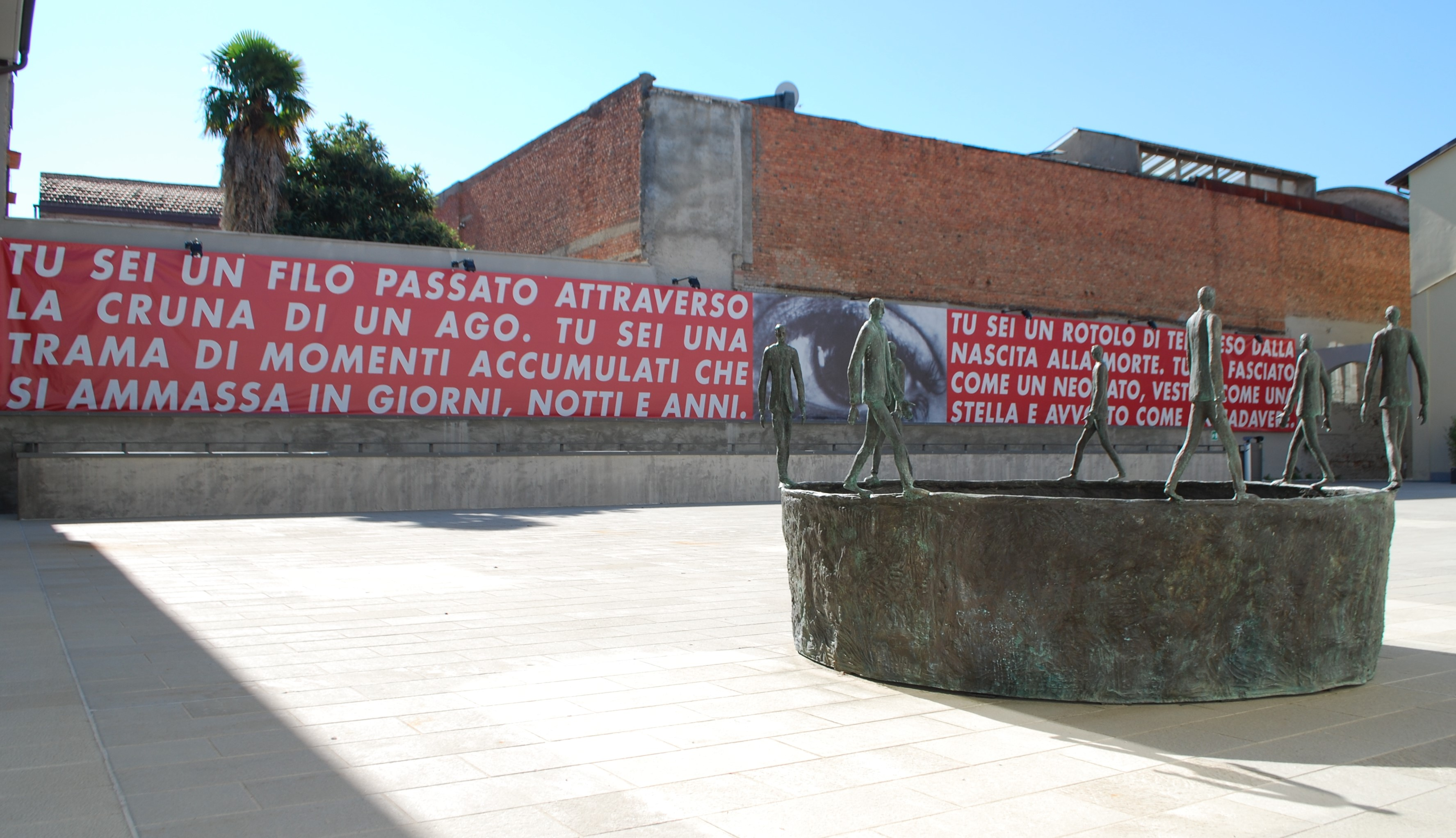
OBra de Bárbara Kruger en Italia

Barbara Kruger (Newark, 26 de enero de 1945) es una artista conceptual estadounidense. Gran parte de su trabajo consiste en fotografías en blanco y negro cubiertas de un pie de foto declarativo, de letras blancas sobre rojo con tipografía Futura gruesa oblicua. Las frases en sus obras a menudo incluyen el uso de pronombres en inglés como "you", "your", "I", "we", y "they". En 1989 realizó la obra “Your body is a battleground” (tu cuerpo es un campo de batalla), título que se ha convertido en lema para el feminismo.

## Biografía
Es conocida principalmente por su obra basada en la fotografía, que combina su formación como diseñadora gráfica con su interés por la poesía y la influencia de los medios de comunicación de masas. Después de haber estado en la Syracuse University, la escuela de Artes Visuales, y de estudiar arte y diseño con Diane Arbus en la escuela de diseño Parson’s en Nueva York, Barbara Kruger obtuvo un trabajo en Condé Nast Publications. También trabajaría para la revista Mademoiselle, y ocuparía pronto el lugar de cabeza del área de diseño antes de trasladarse a California en 1976 para dedicarse al arte y a la poesía.
Barbara Kruger trabajó como diseñadora gráfica, directora artística y como editora de imágenes en el departamento de arte de las revistas House and Garden y Aperture entre otras. El trabajo artístico que hoy conocemos de Barbara Kruger se vio muy influenciado por sus experiencias creativas en el campo del diseño. La artista interpreta y trabaja sobre documentos fotográficos ya existentes con textos sucintos y agresivos que envuelven al espectador en la lucha de valores cotidianos predeterminados por el ámbito sociocultural. Barbara Kruger además de ser artista y diseñadora, estuvo enseñando en diferentes lugares de prestigio como el Instituto de Arte de California, el Instituto de Arte de Chicago y en la Universidad de California, en Berkeley. Vive entre Nueva York y Los Ángeles.
Habiendo diseñado ya varias cubiertas para libros de tema político, Kruger siguió lidiando con cuestiones sociales, en particular la misoginia y el abuso de poder. Empleando el lenguaje visual de la publicidad y los medios de comunicación -en carteles, vallas e incluso camisetas, además de las galerías-, subvierte la iconografía de la sociedad de consumo usándola como vehículo de sus mensajes.

## Metodología de trabajo
La obra de Kruger, desde su madurez, es interdisciplinar y comprende tanto la escritura y la  imagen, como el diseño y la edición. Sobre ella tuvo mucha influencia el trabajo periodístico de Alexander Wolcatt, por su crítica focalizada en películas, televisión, música y cultura pop. 
Barbara Kruger en su obra propone preguntas sobre algunos temas de nuestro entorno sociocultural como los estereotipos, algunas situaciones que se crean en la sociedad, realidades políticas, y cuestiona el poder, la sexualidad y la representación. No obstante el registro de los temas, Kruger en su obra no llega a tener connotaciones de pesado moralismo.

## El espacio público y privado
Además de aparecer en museos y en galerías de todo el mundo, el trabajo de Kruger apareció en vallas publicitarias, pósteres, parques públicos, estaciones de trenes como la de Estrasburgo en Francia, y en otros lugares públicos.
Barbara Kruger con sus obras entra en espacios sociales y los deshace como museos, galerías, parques, estaciones de tren, revistas, periódicos. Entra en todo lo que se denomina espacio público y privado. De esta forma la artista explora las relaciones entre espacio y violencia, lo cual significa romper el silencio a través de mensajes que “ocupan ritmos subterráneos que ya organizan esos espacios”. Kruger rompe los espacios con fuerza para plantear preguntas sobre aquello que nunca se discute. De esta manera consigue utilizar el espacio y cambiarlo mensaje a mensaje, y reintroduce la pluralidad dentro del espacio social.

## Imagen y género
Según Bárbara Kruger la fotografía puede ser un medio de difusión importante y lo define como “difusor de convenciones, mercancía cultural y hobby globalizador”.
A través de la representación las imágenes consiguen decretar lo que en apariencia es real, y por lo tanto, puede plantear cuestiones o debates. Kruger se plantea la pregunta de que si es posible “construir un modo de mirar que acoja la presencia del placer y escape a las decepciones del deseo”. Además plantea cómo las mujeres artistas se sitúan en el mercado que “las construye y (…) engulle”.
La artista con su obra intenta ir en contra de prototipos y determinadas representaciones para acoger a un público femenino dentro del mundo patriarcal, como también lo es el mundo del arte. Pretende hacer pensar en quiénes guían la imagen femenina, los placeres de las mujeres, sus carencias y sus relatos. Barbara Kruger se posiciona del lado de lo que no se ve, de aquello que está excluido por lo evidente y afirma “pretendo alterar las austeras certezas de las imágenes, la propiedad y el poder”.
De todas formas, el arte de esta artista está fuera del movimiento feminista de los ´70 y de los sucesos que en esos años dieron visibilidad al trabajo de mujeres artistas. En los 80 el trabajo de Kruger se sometió a un profundo cambio respecto a los movimientos feministas. En la generación creadora de Kruger el género se empieza a entender como una “construcción producida a través de la representación” más que como una condición natural. 
Siendo una construcción se podía deconstruir y cuestionar. En este sentido, el trabajo de Kruger empezó a tener mucha contundencia. Referentes importantes de la idea de construcción de género fueron escritores/as como Foucault, Baudrillard, Kristeva, Lacan y Derrida.

## Carrera artística: los inicios
Los primeros trabajos artísticos de Barbara Kruger fueron obras hechas con materiales textiles. Estamos a finales de la década de los ´60, y justamente en ese momento el arte feminista se desenvolvía en una estética y en una política cercana a la artesanía, como lo era el mundo de la artesanía textil. Como vemos, desde sus inicios Kruger intentó abarcar con sus trabajos temas relacionados con la política.

## Década de los '70: consolidación del trabajo sobre género
A principios de la década de los '70 todavía realizó algunos trabajos con materiales y técnicas textiles. Estas técnicas de origen decorativo se asociaban al trabajo manual de las mujeres y en esos años ciertas artistas feministas las reivindicaron en el mundo del arte. Sin embargo el trabajo de esta artista se dio a conocer después de esta primera etapa, cuando empezó a trabajar con material fotográfico y texto. El suyo fue y sigue siendo un trabajo muy influenciado por su formación como diseñadora. En su proceso creativo, Kruger marcó un estilo muy personal: fotografías generalmente en blanco y negro como fondo de unos lemas de carácter crítico. La letra siempre está clara, generalmente es de color rojo, negro o blanco. La tipografía Futura fue de las más utilizadas en sus obras. En estas obras la artista empezó a utilizar el lenguaje de la propaganda, directo y cortante, pero desde otro punto de vista que el de la publicidad: el de crítica al control de la élite cultural y de poder. Con estas obras Kruger se enfrenta a la cultura dominante y hace que aquellos que lean sus mensajes también se vean en el papel de reflexión. Los eslóganes más conocidos de algunos de sus trabajos son: “Your body is a battleground” (tu cuerpo es un campo de batalla) o “I shop therefore I am” (Compro, luego existo). Gran parte de sus textos interrogan al observador sobre feminismo, clasismo, consumismo, autonomía individual y deseo. 
Kruger dedicó algunos trabajos a artistas mujeres poco reconocidas, como la obra titulada Homenaje a Gunta Stölzl de 1972. En 1973 este trabajo fue publicado en la revista Ms. junto con otras producciones de mujeres artistas. En ese momento Barbara Kruger estaba en contacto con varios artistas relevantes como Alan Shields, Joel Shapiro, Marilyn Lerner, Jane Kaufman, Nina Yankowitz, Julian Schnabel y Ross Bleckner. Kruger también empezó a escribir poesía inspirada por Patty Smith. Su trabajo artístico empezó a recibir atención en la Bienal de Whitney, en el Artist Space y en galerías como la Fischbach y la John Doyle de Chicago. 
En 1975 su obra artística empezó a ser diferente, adquiriendo cierto valor de abstracción, pero éste fue sólo un corto periodo de experimentación. Barbara Kruger en este momento se replanteó su proceso creativo y lo que significaría “llamarse a sí misma una artista”.
Los 4 años siguientes le sirvieron para construir su metodología de trabajo y su identidad como artista. En este periodo dio clases en algunas escuelas y en algunas universidades del país. 
Algunos elementos que influyeron a Kruger durante este periodo fueron los debates sobre la “construcción del género” en el trabajo de Carol Squiers, Lynne Tillman, Rainer, Akerman, Mary Kelly y Jane Weinstock. 
A finales de la década de los 70 tenemos algunos trabajos de transición de la artista de collage de texto superpuesto sobre imágenes. Algunas de las frases escritas en estas obras fueron: “Perfect” “Not perfect”.

## Década de los '80
En los '80 la obra de Kruger cobró mayor visibilidad también gracias a su participación en la Dokumenta VII, en la Bienal de Venecia del ´82 y la de Whitney del ´83. Su obra empezó a ser parte de la esfera comercial del arte. Entrar a formar parte del mundo del arte desde el punto de vista comercial hizo que la artista recibiera críticas, porque ella misma criticaba esa sociedad de consumo. En una charla con Carol Squire afirmó que al introducir sus obras en galerías famosas, no pretendía crear contradicciones, sino ser parte de ese mecanismo de expansión que es el mercado y dijo: “Empecé a entender que fuera del mercado no hay nada”. Esto significaba que ningún objeto, ya sea una mesa o un lápiz, está fuera del mercado. Por lo tanto, ser parte del mercado significaba ser parte del engranaje, lo cual resultaba ser una estratagema más para difundir su obra.

## Libros
- Barbara Kruger: 7 January to 28 January 1989 by Barbara Kruger, Mary Boone Gallery, 1989
- Barbara Kruger: 5 January to 26 January 1991, by Barbara Kruger, 1991
- Remote Control: Power, Cultures, and the World of Appearances by Barbara Kruger, 1994
- Love for Sale, by Kate Linker, 1996
- Remaking History (Discussions in Contemporary Culture, No 4) by Barbara Kruger, 1998
- Thinking of You, 1999 (The Museum of Contemporary Art, Los Ángeles)
- Barbara Kruger, by Angela Vettese, 2002
- Money Talks by Barbara Kruger and Lisa Phillips, 2005
- Barbara Kruger by Barbara Kruger, Rizzoli 2010

## Películas y videos
- "The Globe Shrinks". 2010
- "Pleasure, Pain, Desire, Disgust". 1997
- "Twelve". 2004
- Bulls On Parade videoclip, Rage Against The Machine 1996
- "Art in the Twenty-First Century". 2001
- "Cinefile: Reel Women". 1995